# Crkvenica
Crkvenica je jedna od najizdašnijih desnih pritoka Vrbanje. Izvire na južnim padinama planine Očauš iznad sela Selačka na oko 1200 m.n.v. i teče prema jugoistoku; ušće joj je u Šipragama. Na njoj je nekada (pedesetih godina prošlog stoljeća) bilo čak 17 vodenica (mlinova). U užem području njenog izvorišta je vododijelnica slivova Vrbasa i Bosne. Trnovac i Stopānski su također desne pritoke Vrbanje i teku prema jugoistoku, dok je Crkvena desna pritoka Velike Usore i teče prema sjeverozapadu
.
Postoje pouzdane evidencije da je pri ušću Crkvenice u Vrbanju postojalo rimsko naselje s bazilikom (tj. crkvom, po čemu je i imenovana) i srednjovjekovna starobosanska naseobina. O tome svjedoče ostaci sedrenih stećaka; najkompletnije očuvani je potopljen u Vrbanju (u neposrednoj blizini primarne lokacije – uz sāme obale rijeka). Ostali su izrezani i ugrađeni (moguće je zbog vjerovanja u legendu o njihovoj "čudotvornosti") u zidove okolnih kuća ili drugih objekata.
Austrijske vlasti su, u okviru razvoja infrastrukture za eksploataciju šumskog blaga i drugih prirodnih resursa, na području Šipraga izgradile i uskotračnu prugu uz vodotok Crkvenice – do Griča (823 m n/v). Pedesetih i šezdesetih godina prošlog stoljeća, pruga je demontirana, a na njenoj trasi su izgrađene lokalne ceste za više sela u slivu Crkvenice.

## Poveznice
- Slijev Vrbasa
- Šiprage